# Román Repilov
Román Alexándrovich Repilov –en ruso, Роман Александрович Репилов– (Dmítrov, 5 de marzo de 1996) es un deportista ruso que compite en luge en la modalidad individual.
Ganó seis medallas en el Campeonato Mundial de Luge entre los años 2017 y 2021, y seis medallas en el Campeonato Europeo de Luge entre los años 2016 y 2022.
Participó en los Juegos Olímpicos de Pyeongchang 2018, ocupando el séptimo lugar en la prueba por equipo y el octavo en la individual.

## Palmarés internacional
| Campeonato Mundial | Campeonato Mundial    | Campeonato Mundial | Campeonato Mundial     |
| Año                | Lugar                 | Medalla            | Prueba                 |
| ------------------ | --------------------- | ------------------ | ---------------------- |
| 2017               | Igls (Austria)        | Medalla de plata   | Individual             |
| 2017               | Igls (Austria)        | Medalla de plata   | Individual (velocidad) |
| 2017               | Igls (Austria)        | Medalla de bronce  | Equipo                 |
| 2020               | Sochi (Rusia)         | Medalla de oro     | Individual             |
| 2020               | Sochi (Rusia)         | Medalla de oro     | Individual (velocidad) |
| 2021               | Königssee (Alemania)  | Medalla de oro     | Individual             |
| Campeonato Europeo |                       |                    |                        |
| Año                | Lugar                 | Medalla            | Prueba                 |
| 2016               | Altenberg (Alemania)  | Medalla de plata   | Individual             |
| 2016               | Altenberg (Alemania)  | Medalla de bronce  | Equipo                 |
| 2018               | Sigulda (Letonia)     | Medalla de bronce  | Individual             |
| 2019               | Oberhof (Alemania)    | Medalla de plata   | Individual             |
| 2020               | Lillehammer (Noruega) | Medalla de bronce  | Individual             |
| 2022               | St. Moritz (Suiza)    | Medalla de bronce  | Equipo                 |